# Џејн Смајли
Џејн Смајли (енгл. Jane Smiley, Лос Анђелес, Калифорнија, 26. септембар 1949) је америчка списатељица. Добила је Пулицерову награду за фикцију 1992. за роман A Thousand Acres (Хиљаду хектара) (1991).

## Биографија
Рођена у Лос Анђелесу, Калифорнија, Смајли је одрастала у Вебстер Гроувсу, у Мисурију, предграђу Сент Луиса, и дипломирала у Community School и John Burroughs школи. Дипломирала је књижевност на Васар колеџу (1971), затим магистрирала (1975), магистрирала ликовне уметности (1976) и докторирала (1978) на Универзитету у Ајови.  Док је радила на свом докторату, такође је провела годину дана студирајући на Исланду као Фулбрајтов стипендиста.  Од 1981. до 1996. била је професор енглеског језика на Државном универзитету Ајове,  предавајући додипломске и постдипломске радионице креативног писања. Године 1996. преселила се у Калифорнију. Вратила се предавању креативног писања на Универзитету Калифорније, Риверсиде, 2015.

### Каријера
Смајли је објавила свој први роман, Barn Blind 1980. године, а освојила је 1985. О. Хенри награду за своју кратку причу „Љиљан“, која је објављена у The Atlantic Monthly. Њен бестселер A Thousand Acres (Хиљаду хектара), прича заснована на Краљу Лиру Вилијама Шекспира, добила је Пулицерову награду за фикцију 1992. године. Адаптиран је у истоимени филм 1997. године. Њена новела The Age of Grief (Доба туге) снимљена је у филму The Secret Lives of Dentists (Тајни животи зубара) из 2002. године. Њен есеј "Feminism Meets the Free Market" ("Феминизам сусреће слободно тржиште") уврштен је у антологију Mommy Wars списатељице из Washington Post Лесли Морган Штајнер из 2006. године. Њен есеј "Зашто се мучити?" појављује се у антологији Knitting Yarns: Writers on Knitting, коју је објавио W. W. Norton & Company 2013. Thirteen Ways of Looking at the Novel (Тринаест начина гледања на роман) (2005), је нефикцијска медитација о историји и природи романа, донекле у традицији основних Aspects of the Novel (Аспеката романа) ЕМ Форстера, која лута од Приче о Генђију из једанаестог века Јапанца Мурасакија Шикибуа до америчке женске књижевности 21. века.
Смајли је 2001. године изабрана за члана Америчке академије уметности и књижевности. Учествовала је на годишњем Los Angeles Times фестивалу књига, Челтенхемском фестивалу, Националном фестивалу књиге, Фестивалу књижевности и уметности Хај и многим другим. Освојила је награду ПЕН УСА за животно дело 2006. и председавала је жиријем за престижну међународну Букер награду 2009. 
Џонатан Франзен, аутор књиге The Corrections (2001), сматра Смајлијеву књигу The Greenlanders (Гренланђани) веома потцењеном и међу најбољим делима савремене америчке фантастике. 
Смајли је потом написала трилогију романа о породици из Ајове током више генерација. Први роман трилогије, Some Luck, објавио је Random House 2014. године. У пролеће 2015. уследио је други том, а у јесен 2015. трећи том.

## Награде
Смајли је добила Пулицерову награду за фикцију 1992.  Године 2006. добила је награду Фицџералд за достигнућа у америчкој књижевности која се додељује сваке године у Роквилу, Мериленд, граду у коме су сахрањени Фицџералд, његова супруга и ћерка, у оквиру Књижевног фестивала Ф. Скота Фицџералд Архивирано на веб-сајту  (8. фебруар 2025) .
Године 2001. била је финалиста Žенске награде ѕа белетристику ѕа књигу

### Новеле
- Barn Blind (1980)
- At Paradise Gate (На капији раја) (1981)
- Duplicate Keys (Дупликати кључева) (1984)
- The Greenlanders (Гренландци) (1988)
- A Thousand Acres (Хиљаду хектара) (1991)
- Moo (1995)
- The All-True Travels and Adventures of Lidie Newton (Потпуно истинита путовања и авантуре Лиди Њутн) (1998)
- Horse Heaven (Коњски рај) (2000)
- Good Faith (Добра вера) (2003)
- Ten Days in the Hills (Десет дана у брдима) (2007)
- Private Life (Приватни живот) (2010)
- Some Luck (Мало среће) (2014)
- Early Warning (Рано упозорење) (април, 2015)
- Golden Age (Златно доба) (20. октобар 2015)
- Perestroika in Paris (Перестројка у Паризу) (2020)
- A Dangerous Business (Опасан посао) (2022)
- Lucky (2024)

### Збирке кратких прича
- The Age of Grief (Доба туге) (1987)
- Ordinary Love & Good Will (Обична љубав и добра воља) (1989)

### Документарна литература
- Catskill Crafts (1988)
- Charles Dickens (Чарлс Дикенс) (2003)
- A Year at the Races: Reflections on Horses, Humans, Love, Money, and Luck (Година на тркама: Размишљања о коњима, људима, љубави, новцу и срећи) (2004)
- Thirteen Ways of Looking at the Novel (Тринаест начина гледања на роман) (2005)
- The Man Who Invented the Computer (Човек који је изумео компјутер) (2010)

### Романи за младе
- The Georges and the Jewels (Жорж и драгуљи) (2009)
- A Good Horse (Добар коњ) (2010)
- True Blue (Право плаво) (2011)
- Pie in the Sky (Пита на небу) (2012)
- Gee Whiz (2013)
- Riding Lessons (Часови јахања) (2018)
- Saddles and Secrets (Седла и тајне) (2019)
- Taking the Reins (Узимање узде) (2020)